# Christoph Haberland
Christoph Haberland (1. januar 1750 i Riga i Guvernement Livland – 7. marts 1803 sammesteds) var en af de mest lysende arkitekter med virke i Riga. Haberland var en repræsentant for den borgerlige klassicisme.
Den tyskbaltiske Haberland havde studeret i Berlin og Dresden. Med projekteringen af tilbygningen til biblioteksfløjen i det daværende domkloster vandt han autoritet blandt fagfolk og opmuntring blandt byggeherrerne. Kolonnesalen i det nuværende Museum for Rigas Historie og Søfart, der stod færdig i 1778, betragtes som værende hans mesterværk. Haberland var Rigas stadsarkitekt fra 1789 til 1797. Haberlands arkitektoniske kendemærker er den harmoniske sammenkædning af klassicismen og elementer fra barokken.

## Billedgalleri
- Bygning på hjørnet af Mazā Pils iela, Riga.
- Bygning på hjørnet af Miesnieku iela, Riga.
- Sankt Katharina Kirke i Võru, Estland
- Katlakalna evangelisk lutherske kirke nær Riga.
- Lutheransk kirke i Suntaži